# Felipe Ochagavía
Felipe Ochagavía Eguiguren (* 16. September 1993 in Rancagua) ist ein ehemaliger chilenisch-spanischer Fußballtorwart. Er gewann mit dem CD O’Higgins die Meisterschaft der Apertura 2013/14.

## Karriere
Felipe Ochagavía rückte 2012 von der Jugend in das Profiteam des CD O’Higgins auf und wurde noch im selben Jahr an Academia Machalí verliehen. Auch nach seiner Rückkehr konnte er sich bei O’Higgins nicht durchsetzen und wurde in seiner weiteren Karriere 2015 nach Spanien an Celta Vigo B sowie 2016/17 an den CD Magallanes verliehen. Er beendete 2017 seine Profikarriere und studierte Business Management. Größter Erfolg seiner Fußballkarriere war mit O’Higgins der Gewinn der Meisterschaft in der Apertura 2013/14. Ochagavía kam beim Titelgewinn allerdings nicht zum Einsatz.

## Erfolge
CD O’Higgins
- Chilenischer Meister: 2013/14-A
- Chilenischer Supercup-Sieger: 2014